# Stazione di La Garena
La stazione di La Garena è una fermata ferroviaria di Alcalá de Henares, sulla linea Madrid - Barcellona.
Forma parte delle linee C2 e C7 delle Cercanías di Madrid.

## Storia
La stazione è stata inaugurata il 22 maggio 2004.